# Bateria por gravidade
Uma bateria por gravidade (ou bateria gravitacional) é um tipo de dispositivo de armazenamento de eletricidade que armazena energia gravitacional, a energia armazenada em um objeto resultante de uma mudança de altura devido à gravidade, também chamada de energia potencial. Baterias gravitacionais funcionam usando energia excedente (geralmente de fontes sustentáveis) para elevar uma massa e gerar energia potencial gravitacional, que é então rebaixada para converter energia potencial em eletricidade por meio de um gerador elétrico. Um exemplo de bateria gravitacional é aquela que abaixa uma massa, como um bloco de concreto, para gerar eletricidade. O tipo mais comum de bateria gravitacional é usado na hidroeletricidade por bombeamento, onde a água é bombeada para elevações mais altas para armazenar energia e liberada por meio de turbinas hidráulicas para gerar eletricidade.

## Desenvolvimento
A forma mais antiga de um dispositivo que usava a gravidade para impulsionar o movimento mecânico foi o relógio de pêndulo, inventado em 1656 por Christiaan Huygens. O relógio era movido pela força da gravidade usando um mecanismo de escapamento, que fazia um pêndulo se mover para frente e para trás. Desde então, as baterias gravitacionais evoluíram para sistemas que podem utilizar a força devido à gravidade e transformá-la em eletricidade para armazenamento de energia em grande escala.
O primeiro sistema de hidroeletricidade por bombeamento baseado em gravidade foi desenvolvido em 1907 na Suíça. Em 1930, a hidroeletricidade por bombeamento chegou aos Estados Unidos pela Connecticut Electric and Power Company. Até 2019, a capacidade total mundial de PSH é de 168 GW (gigawatts). Os Estados Unidos têm uma capacidade de 23 GW a partir de PSH, representando quase 2% do sistema de fornecimento de energia e 95% do armazenamento de energia em escala de serviços públicos nos EUA. Atualmente, a eletricidade baseada em armazenamento por bombeamento gravitacional é a maior forma de armazenamento de energia em rede no mundo.
Em 2012, Martin Riddiford e Jim Reeves desenvolveram o primeiro protótipo funcional do GravityLight, uma bateria gravitacional de pequena escala que agora está disponível comercialmente em alguns países.
A Energy Vault, uma empresa suíça fundada em 2017, armazena eletricidade usando um guindaste que eleva e abaixa blocos de concreto. No final de 2020, um protótipo construído em Arbedo-Castione usou seis guindastes em uma torre de 110 metros de altura para mover blocos de concreto de 35 toneladas com uma capacidade de 80 megawatts-hora.
A Gravitricity, fundada em 2011 construiu um protótipo de bateria gravitacional de 15 metros e 250 quilowatts perto de Edimburgo, Escócia, que iniciou operações em abril de 2021.

## Mecanismos e Componentes
Baterias gravitacionais podem ter diferentes designs e estruturas, mas todas utilizam as mesmas propriedades da física para gerar energia. A energia potencial gravitacional é o trabalho necessário para mover um objeto na direção oposta à gravidade da Terra, expressa pela equação {\displaystyle U=mgh} onde U é a energia potencial gravitacional, m é a massa do objeto, g é a aceleração devido à gravidade (9,8 m/s² na terra) e h é a altura do objeto. Usando o princípio trabalho-energia, a quantidade total de energia gerada pode ser expressa pela equação {\displaystyle \Delta E=mg(h_{1}-h_{2})} onde E é a quantidade total de energia gerada e h1 e h2 representam as alturas inicial e final de um objeto. A mudança de energia se correlaciona diretamente ao deslocamento vertical de uma massa; quanto mais alta uma massa é elevada, mais energia potencial gravitacional é armazenada. A mudança de energia também se correlaciona diretamente à massa de um objeto; quanto mais pesada a massa, maior a mudança de energia.
Em uma bateria de gravidade, uma massa é deslocada ou levantada para gerar energia potencial gravitacional que é transformada em eletricidade. As baterias de gravidade armazenam energia potencial gravitacional levantando uma massa até uma certa altura usando uma bomba, guindaste ou motor. Após a massa ser levantada, ela armazena uma certa energia potencial gravitacional com base na massa do objeto e na altura alcançada. A energia potencial gravitacional armazenada é então convertida em eletricidade. A massa é abaixada para retornar à sua altura original, o que faz um gerador girar e criar eletricidade.

## Tipos de Baterias de Gravidade

### Em Grande Escala
A hidroeletricidade por bombeamento (PSH) é a forma mais utilizada e de maior capacidade de armazenamento de energia na rede. No PSH, a água é bombeada de um reservatório inferior para um superior, que pode ser liberada através de turbinas para produzir energia. Uma proposta alternativa de PSH utiliza um líquido proprietário de alta densidade, 2,5 vezes mais denso que a água, o que requer uma cabeça (elevação) menor e, portanto, diminui o tamanho e o custo da infraestrutura necessária.
O armazenamento de energia por ferrovia é um conceito onde o excesso de energia renovável é usado para mover vagões de trem pesados morro acima durante períodos de baixa demanda de energia. A energia potencial é liberada posteriormente usando a frenagem regenerativa à medida que descem, agindo como uma bateria de gravidade.[18] Uma instalação em escala de serviços públicos (50 MW) chamada GravityLine começou a construção em outubro de 2020 pela Advanced Rail Energy Storage, localizada na mina de cascalho Gamebird Pit no Vale de Pahrump, Nevada, e planeja fornecer até 15 minutos de serviço em plena capacidade.
A Lift Renewable Energy usa uma forma de bateria de gravidade. Para armazenar energia, recipientes de gás flutuantes são puxados para baixo na água por um guincho, efetivamente levantando a água centenas de metros. O ciclo é então invertido e a eletricidade é gerada conforme os recipientes de gás sobem. Relativamente pouca infraestrutura é necessária, as baterias podem ser localizadas perto de grandes centros populacionais, a eficiência de ida e volta é superior a 85% e o sistema pode ser construído em escala de GWh.
A tecnologia de Armazenamento de Peso Elevado (LWS) usa energia excedente para levantar mecanicamente pesos sólidos verticalmente, geralmente em um sistema de polias. Quando energia extra é necessária, a massa é abaixada, e a polia gira um gerador.[20]
A EnergyVault projetou um sistema LWS usando uma torre construída a partir de blocos de concreto de 32 toneladas, empilhados com guindastes de 120 metros. Uma unidade comercial deve armazenar 20 MWh de energia, ou o suficiente para alimentar 2.000 casas suíças por dia.
O sistema LWS da Gravitricity em um eixo subterrâneo usa um guincho elétrico para levantar um peso de 500 a 5000 toneladas, que, ao ser abaixado, gira o motor do guincho como um gerador. O sistema gera 10 MWh, o suficiente para alimentar 13.000 casas por duas horas. O peso também pode ser solto rapidamente para um pequeno surto de energia.

### Em Pequena Escala
O GravityLight é uma pequena luz alimentada por gravidade que opera ao levantar manualmente um saco de pedras ou areia e, em seguida, deixá-lo cair por si só para gerar energia. É projetado como uma alternativa para quem não tem acesso à eletricidade e geralmente depende de lâmpadas a querosene, que são caras, perigosas e poluentes. 

## Economia e Eficiência
O custo das baterias de gravidade varia de acordo com o design.
O armazenamento de energia hidrelétrica por bombeamento custa $165/kWh para operar, com um custo nivelado de armazenamento (LCOS) de $0,17/kWh. As bombas e turbinas dos sistemas PSH operam com até 90% de eficiência. Espera-se que o demonstrador de 250 kW da Gravitricity custe $1,25 milhão, prometendo uma vida útil de 50 anos e eficiência de 80-90%.[carece de fontes] Uma revisão comparativa de 2018 da proposta foi favorável considerando a longa vida útil e a relação custo-energia
As baterias de gravidade podem tornar a energia solar e eólica mais viáveis, pois podem armazenar o excesso de energia que produzem durante os horários de pico e distribuí-lo mais tarde, quando necessário.

## Impactos Ambientais
As baterias de gravidade são projetadas para serem combinadas com soluções de energia renovável, cujas fontes (luz solar, vento, etc.) são frequentemente variáveis e não necessariamente coincidem com a demanda. Espera-se que elas tenham um custo de longo prazo melhor do que as baterias químicas, enquanto apresentam menos questões ambientais do que outras soluções de armazenamento tradicionais, como o armazenamento de água bombeada. Antecipa-se que os sistemas de baterias de gravidade sejam capazes de fornecer energia rapidamente durante os picos de consumo, o que pode permitir que complementem ou substituam usinas de energia de pico movidas a combustíveis fósseis. Espera-se que sistemas de peso único sejam capazes de gerar energia total em menos de um segundo. 
Entre os métodos de armazenamento de energia de longa duração e baixo carbono, a hidroeletricidade por bombeamento tinha o custo de energia atual mais baixo, embora se espere que as baterias de íon de lítio a ultrapassem no futuro.  A hidroeletricidade por bombeamento e outros métodos de armazenamento de longa duração são considerados de baixo risco ambiental e de segurança em comparação com a tecnologia de bateria, sendo o único fator limitante a geologia. 

## Bateria de Gravidade (Química)
Para mais informações, veja: Célula de Daniell § Célula de Gravidade
De 1870 a 1930,[30] o termo "bateria de gravidade" foi usado para descrever uma coleção de tipos populares de baterias onde a gravidade era usada para manter os componentes químicos separados com base em suas respectivas densidades.